# Straufhain
Straufhain là một đô thị ở huyện Hildburghausen thuộc Thüringen, Đức. Đô thị này có diện tích 57,41 km², dân số thời điểm ngày 31 tháng 12 năm 2006 là 2973 người.

## Phân chia hành chính
| - Adelhausen - Eishausen - Linden | - Massenhausen - Seidingstadt - Sophienthal | - Steinfeld - Stressenhausen - Streufdorf |